# 吉木陽
吉木 陽（よしき きよし、1881年〈明治14年〉3月3日 - 1944年〈昭和19年〉10月4日）は、日本の政治家。衆議院議員（3期）。

## 経歴
山口県熊毛郡、のちの大野村（現平生町）出身。1905年、京都帝国大学電気科卒。栃木県立宇都宮中学校(現・栃木県立宇都宮高等学校)教諭、宇都宮電燈、奥羽電燈各(株)技師長、シーメンス・シュケルト(株)電気技師、周防電燈、中外電気各(株)専務取締役、全州電気、周東自動車、旭金属工業、満州工機各(株)社長、中島電気、全北電気各(株)取締役、周東中学校(現・柳井学園高等学校)主、東京工材、旭電気各(株)会長となる。
1920年（大正9年）第14回衆議院議員総選挙において山口9区から立憲政友会公認で立候補して初当選。1924年の第15回衆議院議員総選挙で再選。1928年（昭和3年）第16回衆議院議員総選挙では山口2区から立候補して三選。衆議院議員を3期務めた。1930年（昭和5年）第17回衆議院議員総選挙には次点で落選した。1944年死去。